# 荒岛秧鸡
荒岛秧鸡（学名： Laterallus rogersi），又名亚特兰蒂斯之鸟，也称呆秧鸡，是秧鸡科南美田鸡属中的一种。仅分布于南大西洋英国海外领地特里斯坦-达库尼亚中的伊纳克塞瑟布尔岛。荒岛秧鸡是世界上现存不会飞行的鸟类中体形最小的，其体长仅13～15.5厘米，体重34～49克。荒岛秧鸡首次被英国外科医生、鸟类爱好者珀西·洛发现描述于1923年。
有研究表明，荒岛秧鸡的祖先很可能在约150万年前就飞到了伊纳克塞瑟布尔岛上。后来由于伊纳克塞瑟布尔岛上资源稀少并且没有陆地掠食者，荒岛秧鸡逐渐失去了飞行能力。